# Iván Martín
Iván Martín Núñez (Bilbao, 14 febbraio 1999) è un calciatore spagnolo, centrocampista del Girona.

## Caratteristiche tecniche
Centrocampista offensivo di piede mancino, agisce principalmente come trequartista ma può essere utilizzato anche in posizione più offensiva.

## Carriera

### Club
Nato a Bilbao ma cresciuto a Torre-Pacheco, nel febbraio del 2021 entra a far parte del settore giovanile del Villarreal; promosso nella squadra C nel 2017, debutta il 27 agosto nel match di Tercera División pareggiato 0-0 contro il Crevillente mentre il 21 gennaio seguente realizza la sua prima rete nella sconfitta per 2-1 contro il Roda. In totale colleziona 33 incontri realizzando tre reti al termine della stagione.
Nell'agosto del 2018 approda nella squadra B degli amarillos impegnata in Segunda División B ed in breve tempo si guadagna un posto da titolare. Il 17 gennaio 2021 debutta con la prima squadra rimpiazzando Alfonso Pedraza nei minuti finali dell'incontro di Coppa del Re perso 3-1 contro l'Espanyol.
Il 14 agosto 2020 viene ceduto in prestito al Mirandés per tutta la durata della stagione; debutta in Segunda División il 13 settembre nel match pareggiato 0-0 contro l'Alcorcón ed una settimana più tardi realizza la prima rete fra i professionisti nel pareggio per 1-1 contro il Real Oviedo. Divenuto in breve tempo un elemento chiave nel centrocampo del club rossonero, conclude la sua prima stagione in serie cadetta con 33 presenze, 4 reti e 6 assist all'attivo.
Rientrato al Villarreal, il 10 luglio 2021 rinnova il proprio contratto fino al 2025 e viene nuovamente ceduto in prestito, questa volta in Primera División all'Alavés; il 14 agosto debutta nella massima divisione spagnola subentrando nel secondo tempo del match perso 4-1 contro il Real Madrid.

### Nazionale
Ha giocato nelle nazionali giovanili spagnole Under-16, Under-17, Under-18 ed Under-19.

## Statistiche

### Presenze e reti nei club
Statistiche aggiornate al 13 dicembre 2024.
| Stagione        | Squadra         | Campionato      | Campionato | Campionato | Coppe nazionali | Coppe nazionali | Coppe nazionali | Coppe continentali | Coppe continentali | Coppe continentali | Altre coppe | Altre coppe | Altre coppe | Totale | Totale |
| Stagione        | Squadra         | Comp            | Pres       | Reti       | Comp            | Pres            | Reti            | Comp               | Pres               | Reti               | Comp        | Pres        | Reti        | Pres   | Reti   |
| --------------- | --------------- | --------------- | ---------- | ---------- | --------------- | --------------- | --------------- | ------------------ | ------------------ | ------------------ | ----------- | ----------- | ----------- | ------ | ------ |
| 2017-2018       | Villarreal C    | TD              | 32         | 3          |                 | -               | -               |                    | -                  | -                  |             | -           | -           | 32     | 3      |
| ago.2018        | Villarreal      | PD              | 0          | 0          | CR              | 1               | 0               |                    | -                  | -                  |             | -           | -           | 1      | 0      |
| 2018-2019       | Villarreal B    | SDB             | 35         | 0          |                 | -               | -               |                    | -                  | -                  |             | -           | -           | 35     | 0      |
| 2019-2020       | Villarreal B    | SDB             | 27         | 0          |                 | -               | -               |                    | -                  | -                  |             | -           | -           | 27     | 0      |
| 2020-2021       | Mirandés        | SD              | 33         | 4          | CR              | 0               | 0               |                    | -                  | -                  |             | -           | -           | 33     | 4      |
| 2021-gen.2022   | Alavés          | PD              | 6          | 0          | CR              | 2               | 0               |                    | -                  | -                  |             | -           | -           | 8      | 0      |
| gen.-giu.2022   | Girona          | SD              | 19         | 0          | CR              | 0               | 0               |                    | -                  | -                  |             | -           | -           | 19     | 0      |
| 2022-2023       | Girona          | PD              | 24         | 3          | CR              | 2               | 0               |                    | -                  | -                  |             | -           | -           | 26     | 3      |
| 2023-2024       | Girona          | PD              | 36         | 5          | CR              | 4               | 0               |                    | -                  | -                  |             | -           | -           | 40     | 5      |
| 2024-2025       | Girona          | PD              | 14         | 1          | CR              | 1               | 0               | UCL                | 5                  | 0                  | -           | -           | -           | 20     | 1      |
| Totale Girona   | Totale Girona   | Totale Girona   | 93         | 9          |                 | 7               | 0               |                    | 5                  | 0                  |             | 0           | 0           | 105    | 9      |
| Totale carriera | Totale carriera | Totale carriera | 226        | 16         |                 | 10              | 0               |                    | 5                  | 0                  |             | 0           | 0           | 241    | 16     |